# Hussigny-Godbrange
Hussigny-Godbrange är en kommun i departementet Meurthe-et-Moselle i regionen Grand Est (tidigare regionen Lorraine) i nordöstra Frankrike. Kommunen ligger i kantonen Herserange som tillhör arrondissementet Briey. År 2022 hade Hussigny-Godbrange 3 921 invånare.

## Befolkningsutveckling
Antalet invånare i kommunen Hussigny-Godbrange
| Referens: INSEE |